# Beletinc várkastélya
Beletinc várkastélya (horvátul: Kaštel Beletinc) egy középkori várhely Horvátországban, Vukovár-Szerém megyében. 

## Fekvése
Pontos helye nem ismert, Engel Pál a Bázaközbe, a mai Atak (Otok) település közelébe helyezi.  A falu délkeleti határában van is egy „Gradina” nevű dűlő. A horvát „gradina” név általában várromot, vagy várhelyet jelöl.

## Története
Beletincet valamikor 1423 után kapták királyi adományként a Tamásiak. A várkastély első írásos említése „Castellum Belethyncz” alakban 1443-ban történt, amikor a Tamásiak a Héderváriakkal örökösödési szerződést kötöttek. 1445-ben Tamási Henrik halála után az országnagyok e szerződés alapján a Héderváriaknak (Lőrincz nádornak és fiának, Imrének) ítélték oda a várkastélyt, az arra ugyancsak igényt tartó Újlakiak és a serkei Lorántfiak ellenében. A szekcsői Herczegek pert is indítottak érte a Héderváriak ellen. 1463-ban már Újlaki Miklós birtoka volt, akitől fia Lőrinc örökölte. További sorsa nem ismert, talán a török háborúkban pusztult el.